# دانمارک در المپیک تابستانی ۱۹۸۴
دانمارک در بازی‌های المپیک تابستانی ۱۹۸۴ که در شهر لس آنجلس برگزار شد، کاروان دانمارک با ۶۰ ورزشکار در این رقابت‌ها شرکت کرد و موفق به کسب ۶ مدال (۰ طلا، ۳ نقره، ۳ برنز) شد. در جدول رتبه‌بندی توزیع مدال‌ها، دانمارک در ردهٔ ۲۷ مسابقات قرار گرفت.